# Hello! (ラジオ番組)
『Hello!』（ハロー）は、2007年4月2日から2009年3月31日までエフエム大阪 (fm osaka → FM OSAKA) で放送されていたラジオ番組である。
KOJIがDJを務めていた平日午前のワイド番組。前番組『もぐもぐ』は月曜 - 金曜に放送されていたが、2007年4月の改編でスタートした本番組は月曜 - 木曜の放送で、金曜の同じ時間帯には『テイ子・正太のピカキン!』その他の番組を放送するという形に改められた。
2008年9月までは月曜 - 木曜 8:20 - 12:00（日本標準時、以下同）に放送されていた。その当時はTOKYO FMの『赤坂泰彦のディア・フレンズ』を内包していたが、同年10月の改編で月曜 - 木曜 7:29 - 11:00 の放送となり、『ディア・フレンズ』は単独番組化。替わって『八代英輝のクロノス』8時台のコーナーを内包するようになった。

## タイムテーブル
番組終了時点でのデータを記載。
- 7:43 コジマ キャッチ・ザ・ワールド（企画ネット番組。『クロノス』にも同名コーナーがある）
- 8:00 SUZUKI Inside Story
- 8:09 Roots Presents マリーに聞いてゴー!
- 8:10 Honda SWEET MISSION
- 8:35 ジョージアモーニングキャスト
- 9:10 ジョージアモーニングキャスト
- 9:15 851ラジオショッピング
- 9:40 SDD (STOP!! DRUNK DRIVING PROJECT) Meeting
- 10:30 851ラジオショッピング